# Musée Matisse (Nice)
Musée Matisse is een museum in de wijk Cimiez in Nice in het zuiden van Frankrijk.
Het museum heeft een collectie werken van de Franse kunstschilder Henri Matisse. Te zien zijn onder andere: schilderijen, beeldhouwwerken, gouaches, persoonlijke bezittingen en publicaties.

## Geschiedenis
Het museum is gevestigd in Villa des Arènes, een Genuese villa uit de 17e eeuw. De bouw van de villa begon in 1670 en werd in 1685 voltooid als het Gubernatis-paleis. In 1950 kwam de villa in het bezit van de stad Nice en kreeg het zijn huidige naam. Het Matisse-museum werd in 1963 opgericht en betrok de eerste verdieping van het gebouw. De begane grond werd op dat moment ingenomen door het Musée archéologique. In 1989 verhuisde het archeologisch museum naar een nabijgelegen locatie waardoor het Matisse-museum kon uitbreiden. Na een ingrijpende renovatie en uitbreiding van vier jaar, waarbij het museum gesloten bleef, vond er in 1993 een heropening plaats. Sindsdien is er ruimte om de permanente collectie in zijn geheel ten toon te stellen.

## Collectie
De collectie van het museum bestaat uit verschillende schenkingen, waaronder die van Matisse zelf en later ook van zijn nabestaanden. Matisse woonde vanaf 1918 tot aan zijn dood (1954) in Nice.